# انسداد الشريان الرحمي

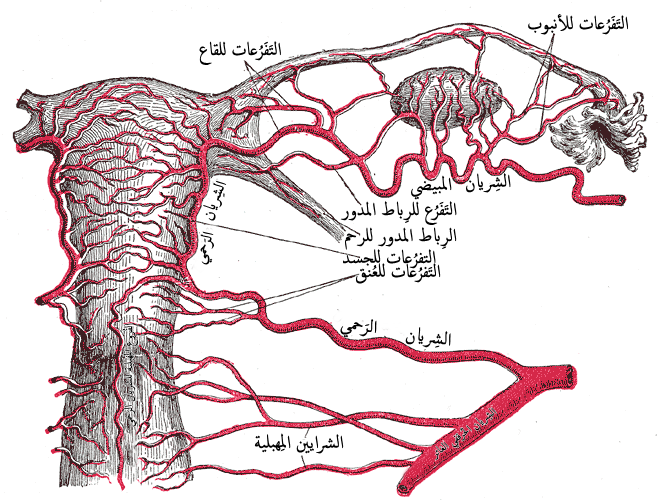
شرايين الجهاز التناسلي للأنثى (منظر خلفي): شريان رحمي، شريان مبيضي والشرايين المهبلية.

انسداد الشريان الرحمي (UAE) هو إجراء يستخدم فيه أخصائى الأشعة ( علم الأشعة التدخلي ) القسطرة بمساعدة جسيمات صغيرة تعمل على منع وصول الدم إلى جسم الرحم. ويتم هذا الإجراء لعلاج الورم العضلي الأملس الرحمي والعضال الغدي الرحمي.

## استخدامات طبية
يستخدم انسداد الشريان الرحمي لعلاج الأعراض المرتبطة بـ غزارة الطمث نتيجة ورم عضلي أملس رحمي أو لعلاج عضال غدي رحمي. يمكن التنبؤ بنجاح بعدد وحجم الورم الليفي.
تتعلق نواتج هذه الطريقة على المدى البعيد بمدى رضا الناس بهذه التقنية مع إجراءات مماثلة لنظرياتها من العمليات الجراحية. وهناك أدلة أولية بأن الجراحة التقليدية قد تؤدي إلى تحسين الخصوبة.
باستخدام هذه الطريقة يكون هناك وقت أسرع في عملية الاستشفاء. ويُعتقد بنجاح تقنية انسداد الشريان الرحمي لأن الأورام الليفية الرحمية لها أوعية دموية غير طبيعية بالإضافة إلى ردود الأفعال الشاذة بخصوص نقص الأوكسجين (الأوكسجين غير كافي للأنسجة).
تستخدم طريقة انسداد الشريان الرحمي أيضا في السيطرة على النزيف لأسباب أخرى غير الأورام الليفية مثل نزف التوليد.

## الأعراض الجانبية
يقاس معدل الأثار السلبية لتلك الطريقة بـ استئصال الورم الليفي الرحمي أو استئصال الرحم. ولكن الطريقة تتميز بمعدل عالي من التعافي بعد العملية وذلك لان المضاعفات بعد العملية تكون قليلة.
الآثار السلبية التي تم الإبلاغ عنها تشمل الموت من الانسداد، أو تسمم الدم (بسبب تشكيل القيح أو الكائنات المسببة للأمراض الأخرى، أو السموم، في الدم أو الأنسجة) مما أدى إلى فشل متعدد للأجهزة. العدوى من موت الأنسجة بسبب الأورام الليفية، تؤدي إلى التهاب بطانة الرحم (عدوى الرحم) مما يؤدي إلى البقاء في المستشفى لفترات طويلة لأخذ المضادات الحيوية عن طريق الوريد. هروب الجسيمات الصغيرة أو مادة الكحول بولي فينيل (بفا) والذي يتدفق أو ينجرف إلى الأعضاء أو الأنسجة بصورة غير مقصودة، مما يسبب أضرارا لأعضاء أخرى أو أجزاء أخرى من الجسم. الأضرار المبيضية الناجمة عن المواد الصامولة المهاجرة إلى المبايض هي فقدان وظيفة المبيض، و العقم،, فشل جراحة انسداد الشريان الرحمي يؤدي إلى فقدان النشوة الجنسية. - وبالطبع استمرار نمو الورم الليفي، ويكون إعادة النمو في غضون حوالي أربعة أشهر. انقطاع الطمث. متلازمة ما بعد الانسداد (بيس) - تتميز بألم حاد و / أو مزمن، ودرجة الحرارة تصل إلى 38.8 درجة مئوية أو 101.8 درجة فهرنهايت، الشعور بالضيق، و الغثيان، و التقيؤ، والتعرق الليلي الشديد. رائحة المهبل الكريهة القادمة من الأنسجة المصابة، أو الميتة التي لا تزال داخل الرحم. استئصال الرحم بسبب العدوى، ألم أو فشل الانسداد. الألم الشديد والمستمر، قد يؤدي إلى الحاجة إلى المورفين أو المخدرات الاصطناعية. ورم دموي، تجلط الدم في مكان العملية. الإفرازات المهبلية التي تحتوي على القيح والدم، النزيف من مكان العملية، والنزيف من المهبل، والطرد الليفي (الأورام الليفية التي تخرج من خلال المهبل)، والطرد الليفي غير الناجحة (الأورام الليفية المحاصرة في عنق الرحم تسبب العدوى وتتطلب تدخل جراحي)، وأخيرا التصاقات الرحم.

## العملية
يتم هذا الإجراء من قبل أخصائي الأشعة التداخلية الوعائية تحت التخدير الموضعي. عملية الانسداد تبدأ من خلال الشريان الكعبري أو الفخذي عن طريق المعصم أو الفخذ، بعد تخدير الجلد على الشريان المفضل، يتم الوصول إلى الشريان عن طريق ثقب الإبرة. ثم يتم إدخال غمد وموجه التوجيه في الشريان. من أجل اختيار الأوعية الرحمية للانصمام، يستخدم عادة القسطرة التوجيهية ووضعها في الشريان الرحمي تحت الأشعة السينية. مرة واحدة على مستوى الشريان الرحمي يتم تنفيذ أنجيوغرام مع النقيض لتأكيد وضع القسطرة ويتم الإفراج عن عامل الانسداد (المجالات أو الخرز). تدفق الدم إلى الأورام الليفية سيصبح بطيئ بشكل كبير أو يتوقف تماما، مما تسبب أن يتقلص الورم. هذه العملية يمكن أن تتكرر لأكبر عدد من الشرايين. ومع انسداد الشرايين الرحمية، فإن الدورة الدموية الجانبية تمنع الرحم من النخر وتقلل الأورام الليفية في الحجم والأوعية الدموية لأنها تستقبل الجزء الأكبر من مادة الانسداد. ويمكن إجراء هذه العملية في المستشفى، أو في مركز الجراحة أو مكتب الإعداد وعادة ما يستغرق أكثر من ساعة لتنفيذ العملية. إذا تم الوصول عن طريق ثقب الشريان الفخذي يمكن استخدام جهاز انسداد لتسريع شفاء موقع الثقب ويُطلب من المريضة أن تبقى ساقها ممدودة لعدة ساعات ولكن يتم تصريف العديد من المرضى في نفس اليوم أو الانتظار لمدة يوم واحد للمراقبة ان كان هناك نوع من الألم. إذا تم الوصول عن طريق الشريان الكعبري - سوف تكون المريضة قادرة على النزول والمشي مباشرة بعد إجراء العملية.

## وصلات خارجية
- Informational resource to help understand uterine fibroids and minimally invasive treatment options, Uterine Fibroid Embolization (UFE)
- Fibroid Embolization: Information, Support, Advice
- Fibroid Embolization patient experiences, complications, advice and articles
- Uterine Fibroid Symptoms, Diagnosis and Treatment| المبيض      | - استئصال المبيض * اسئصال المبيض وقنوات فالوب                                           |
| قنوات فالوب | - فحص قنوات فالوب * استئصال قنوات فالوب * ربط قناة فالوب * تعقيم جزئي * عكس قنوات فالوب |

| عام:         | - رأب الأعضاء التناسلية * استئصال الرحم * بضع الرحم * اجتثاث الحوض * سد الشريان الرحمي * الزرع                                                                |
| تجويف الرحم: | - تنظير الرحم * شفط الدم |
| بطانة الرحم: | - خزعة بطانة الرحم * اجتثاث الرحم |
| عضل الرحم:   | - استصال الورم الليفي الرحمي |
| عنق الرحم:   | - تنظير المهبل * الاستئصال المخروطي لعنق الرحم ** عملية الاستئصال الحلقي الكهربائية * تطويق عنق الرحم * فحص عنق الرحم (لطاخة بابانيكولاو) * استئصال عنق الرحم |